# AFP Giovinazzo Polisportiva
L'AFP Giovinazzo Polisportiva, abbreviato in AFP Giovinazzo è una società italiana di hockey su pista con sede a Giovinazzo e disputa il campionato di Serie A1. I suoi colori sociali sono il bianco e il verde. Nella sua storia ha vinto 1 campionato nazionale (nel 1979-1980) e 1 coppa delle Coppe.

## Storia

### Le origini
Il Gruppo Sportivo Acciaierie e Ferriere Pugliesi (A.F.P.) nacque nei primi anni sessanta per iniziativa del Presidente dello stabilimento di Giovinazzo, Ingegner Michele Scianatico, come incentivo alla socializzazione e offerta per il tempo libero agli oltre mille operai dell'Acciaieria e alle loro famiglie.

La guida tecnica delle squadre di pattinaggio e hockey su pista venne affidata a Gianni Massari, capo del personale dello stabilimento, detentore di vari titoli di corsa su pattini a rotelle, fra cui i primati mondiali sul miglio e sul mezzo miglio. Nel 1965 la società ottenne l'affiliazione alla Federazione Italiana Hockey e Pattinaggio. Le attività sportive dell'A.F.P. Giovinazzo si concentrarono nei primi anni nelle corse su strada. L'interesse per l'hockey fu suscitato nei giovani pattinatori giovinazzesi in modo del tutto casuale: durante le pause dei duri allenamenti per le corse, senza abbandonare la pista prendevano stecche e pallina improvvisando partitelle. Dal gioco alla passione l'evoluzione fu naturale e Gianni Massari intravide nello sport di squadra l'alveo giusto per assecondare le propensioni dei suoi atleti.

La squadra di hockey su pista fece il suo esordio nel campionato alla fine degli anni sessanta. L'A.F.P. prese parte per la prima volta alle attività agonistiche di hockey su pista nel 1965, con l'iscrizione al campionato di Serie C. Capitano di quella prima formazione era Gianni Massari. La pista era quella del Parco Scianatico, costruito dai padroni della ferriera a pochi passi dai capannoni, per offrire ai dipendenti e alle loro famiglie un ambiente ricreativo e opportunità di socializzazione.

Dall'inizio fu data un'importanza decisiva al vivaio e i primi risultati non tardarono ad arrivare: la squadra degli Allievi vinse il campionato italiano sia nel 1966 sia nel 1967.

### Gli anni settanta
Nel 1973 ottenne la prima promozione in Serie A. Allenatore-giocatore e capitano di quella squadra era sempre Gianni Massari, che dopo pochi anni avrebbe smesso con l'hockey giocato per dedicarsi a tempo pieno alla carriera di allenatore. Punta di diamante dell'attacco biancoverde, Francesco Frasca. Il 1973 si concluse con la vittoria del campionato italiano da parte della squadra Juniores.

Era la fine del ciclo di rodaggio, l'esperimento poteva dirsi riuscito, innanzitutto da un punto di vista geografico: Giovinazzo, cittadina di 20 000 abitanti nel profondo Sud, si affacciava nell'olimpo di questo sport, praticato essenzialmente in Veneto, Emilia-Romagna, Toscana e in altre province del Nord Italia. Le trasferte di migliaia di chilometri in bus erano massacranti e lasciavano i segni negli atleti, che nei primi anni di Serie A perdevano regolarmente quasi tutte le trasferte per poi sfoderare prestazioni sorprendenti sulla pista del Parco Scianatico, in casa. L'hockey su pista era e resta uno sport povero, privo di grandi sponsorizzazioni, fuori dal giro dei ricchi contratti per la concessione di diritti televisivi. Le società devono moltiplicare gli sforzi economici per acquistare la costosa attrezzatura, mantenere il vivaio, iscriversi ai campionati, pagare le trasferte e infine onorare i contratti con i giocatori, voce che incide fortemente sul bilancio nell'eventualità che venga scelta l'opzione del professionismo. Per ridurre al minimo i costi, una società giovane come l'A.F.P. Giovinazzo scelse la strada del dilettantismo, che ha poi conservato negli anni, unica squadra tra le grandi, in modo da garantirsi continuità e ricambio generazionale coltivando il fertile vivaio. In quei primi anni la presenza industriale delle Acciaierie e Ferriere Pugliesi assicurava una sicurezza economica non indifferente.

All'entusiasmo del pubblico per la permanenza nella massima serie nei primi anni la squadra rispose con una stabilità nei risultati e una fame di successi che trovava proprio nel pubblico la sponda migliore. Nel 1974 fu raggiunta la finale di Coppa Italia, la prima di una lunga serie di finali stregate: l'A.F.P. non conquistò mai questo trofeo. Fu battuta dal Trissino: 5-5 all'andata; 3-6 al ritorno.

Il vivaio dava grandi soddisfazioni: la squadra juniores, trascinata da due giovanissimi campioni, Pino Marzella e Tommaso Colamaria, vinse il campionato nel 1976 e nel 1977. La squadra senior raggiunse una seconda volta la finale di Coppa Italia nel 1977: 3-2 e 4-10 i risultati, con il Follonica che si aggiudicava il trofeo. Stessa storia si ripeteva l'anno successivo: finale di Coppa Italia contro l'Amatori Lodi: 2-2 e 1-7 i risultati.

Davvero le finali sembravano rappresentare un tabù per la squadra di Gianni Massari. Nel 1979, al termine di un campionato strepitoso, la squadra di Frasca e Marzella si ritrovò prima in classifica a pari punti con il Breganze. La partita di spareggio per lo scudetto venne largamente dominata, nella prima parte, dall'A.F.P. ma nel secondo tempo ci fu il recupero perentorio dei veneti. Manco' l'apporto decisivo delle reti di Marzella, andato a segno una sola volta, fissando il punteggio sul 6-4 a favore della sua squadra. Il Breganze ebbe un ritorno di fiamma e con un gol a due minuti dal termine raggiunse il 7-6 e il sogno dello scudetto sfumò.

1980: Pino Marzella bacia sua madre dopo la vittoria in Coppa delle Coppe

Fu in quella occasione che un certo razzismo si manifestò nei confronti della squadra di Giovinazzo, durante il campionato e nel cruciale spareggio scudetto, oltrepassando la soglia fisiologica della goliardia legata alle competizioni agonistiche: dirigenti e tifosi settentrionali giuravano che mai lo scudetto dell'hockey, disciplina praticata quasi esclusivamente al Nord, sarebbe sceso così "in basso", nel profondo Sud.

Sarebbero stati smentiti l'anno successivo, al termine di una stagione nella quale l'A.F.P. Giovinazzo non ebbe rivali e conquistò lo scudetto, partita dopo partita, al termine della regular season. Fu una stagione miracolosa: la squadra era stata ammessa, l'anno precedente, a prendere parte alla Coppa delle Coppe, che vinse, sconfiggendo gli spagnoli del Sentmenat in una doppia finale al cardiopalma: 4-11 il risultato all'andata, in Spagna, 14-4 a Giovinazzo, in una partita mitica, una notte nella quale mille cose accaddero: per la prima volta una squadra italiana conquistava un titolo europeo per club, dominio fino allora di spagnoli e portoghesi; esplodeva il tifo dei giovinazzesi, fatto di operai che si aggrappavano alla squadra di hockey per uscire dall'anonimato della provincia operaia e contadina e trovare il giusto riscatto nello sport; fu recuperato uno svantaggio abissale; esplose definitivamente, come campione di livello europeo, Pino Marzella, 19 anni, che segnò 11 gol; fu prepotentemente confermata la supremazia di gioco dell'A.F.P., a dispetto delle voci maligne venate di razzismo degli avversari italiani; si concluse una stagione irripetibile per lo sport giovinazzese, programmata dal "professore" Gianni Massari e conquistata con compattezza da tutta la squadra.

### Gli anni ottanta
Quando Pino Marzella lasciò Giovinazzo le prime avvisaglie di crisi alle Acciaierie e Ferriere Pugliesi si erano manifestate ormai da diversi anni. Il mancato ammodernamento di impianti obsoleti e una generale crisi nel settore dell'acciaio furono causa del tracollo della società, che chiuse i battenti nel 1982, dopo prolungati scontri fra lavoratori e proprietà, lasciando senza lavoro più di mille dipendenti.

L'A.F.P. risentì pesantemente della crisi: quasi tutti i giocatori erano dipendenti della ferriera: la perdita del posto di lavoro non era certo una prospettiva rassicurante per poter passare il tempo libero ad allenarsi e giocare competizioni internazionali. Tommaso Colamaria e Pietro Turturro seguirono la strada di Pino Marzella e accettarono le offerte di club del nord (l'Hockey Novara il primo, la Corradini Reggio Emilia il secondo) pur di sfuggire alla crisi dell'A.F.P., Gianni Massari aveva accettato la guida delle squadre nazionali e dedicava ormai molto tempo a curare la guida tecnica delle selezioni azzurre. Poco prima dell'addio di Colamaria e Turturro e del fallimento dell'acciaieria, la squadra aveva raggiunto la finale di Coppa Italia contro il Follonica, che perse regolarmente: 4-4 all'andata, 4-5 al ritorno. La stagione fu chiusa al terzo posto in classifica.

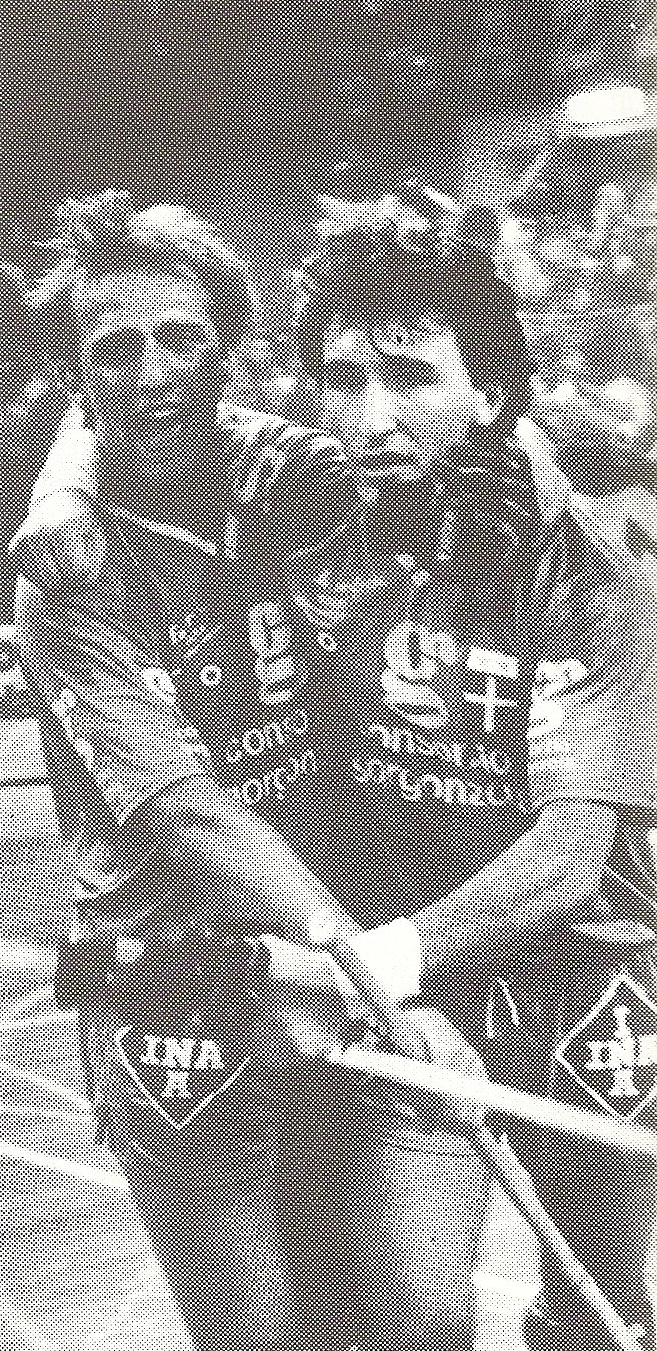
Francesco Amato (a sinistra) qui ritratto con la maglia del Novara

La prima stagione dell'A.F.P. senza il sostegno industriale della ferriera fu vissuta fra luci e ombre: a dimostrazione del fatto che la scuola Massari restava estremamente valida, anche i ricambi dei vari Marzella, Beltempo, Caricato, Turturro, Colamaria, riuscivano a ottenere risultati sorprendenti. Nella stagione 1982-1983 la squadra retrocedette in Serie A2 ma riuscì a andare fino in finale in Coppa CERS, che perse contro il Vercelli e in finale di coppa Italia, ancora contro il Vercelli: 1-6 il risultato per i piemontesi. L'anno successivo risalì prontamente in Serie A1. Stessa storia nel 1983-1984: finale di Coppa Italia persa 2-3 contro il Monza e retrocessione in Serie A2.

Nel 1985 Francesco Frasca si ritirava dall'hockey giocato mentre altri due giovanissimi campioni esplodevano con prepotenza a Giovinazzo: Francesco Amato e Antonio Frasca, che al loro esordio in prima squadra riportarono l'A.F.P. in Serie A1 a suon di gol, dopo aver vinto l'anno precedente il Campionato Italiano Categoria Juniores. Gianni Massari aveva deciso di lasciare definitivamente Giovinazzo per dedicarsi a tempo pieno alla nazionale e nel 1986, con Pino Marzella e Tommaso Colamaria in squadra, portava l'Italia a conquistare il titolo di campione del mondo a Barcelos, in Portogallo.

La guida tecnica della squadra era passata nelle mani di Francesco Frasca, che sperava di poter aprire un nuovo ciclo di vittorie con una squadra costruita intorno ai giovanissimi Antonio, suo fratello minore, e Franco Amato. Il progetto sarebbe fallito a causa della catastrofica situazione economica della società, ormai da anni senza una presenza industriale alle spalle. Disputarono l'ultimo campionato di serie A1 nella stagione 1987/88. Dopodiché la dirigenza, messa alle strette da offerte irrinunciabili da parte delle società settentrionali, cedette nel 1987 Franco Amato all'Hockey Novara e nel 1988 Antonio Frasca all'Hockey Club Monza. I tifosi reagirono con rabbia e la situazione di malumore generale precipitò: nel 1988 la società si divise in due: Gruppo Sportivo Hockey Giovinazzo e Hockey Club Giovinazzo.

### Gli anni novanta
Il G.S.H. ha raccolto l'eredità dell'A.F.P. senior. Ha disputato gli ultimi due campionati di Serie A1 nel 1991-1992 e nel 1994-1995. Soprattutto la squadra del 1991-1992 era piuttosto competitiva, con giovani promesse (il portiere Antonio Fiorentino, gli attaccanti Girolamo Lobasso e Federico Fiorentino, all'epoca nel giro della nazionale under-20 con i fratelli Michielon e Alessandro Bertolucci) affiancate a giocatori esperti (Antonio Cannato, Pietro Turturro). Tuttavia non riuscì a restare in Serie A1 a causa di una sconfitta nei play-out. La società si sciolse definitivamente nel 1997. L'Hockey Club ha puntato molto sul vivaio, ottenendo numerosi titoli nazionali, fra cui il campionato italiano categoria Juniores nel 1997.

### La rifondazione: gli anni duemila
L'A.F.P. Giovinazzo Polisportiva è stata rifondata nel 2004 per iniziativa di un ristretto gruppo di ex giocatori e dirigenti, animati dall'intenzione comune di riportare l'hockey su pista giovinazzese ai livelli degli anni '80, dopo la diaspora degli anni '90, coincisa con il periodo di crisi nazionale di questo sport, che aveva dato origine a G.S.H. e Hockey Club.

La squadra ha ricominciato dal campionato di Serie B. Il responsabile tecnico era Pino Marzella, che al primo tentativo, nella stagione 2004-2005 riuscì a portare l'A.F.P. in Serie A2 e condusse la squadra Juniores alla vittoria del Campionato Italiano. Nel marzo 2007, con tre giornate di anticipo sulla fine del campionato, l'A.F.P. fu promossa nella massima serie, nella quale fece ritorno dopo 12 anni.

Nel luglio 2008 Domenico Illuzzi, classe 1989, è stato il primo atleta dell'A.F.P., dopo oltre vent'anni, a essere convocato in nazionale in occasione dei Campionati Europei di Oviedo, dove ha conquistato la medaglia di bronzo. La convocazione si è ripetuta in occasione dei Campionati Europei Under 20 di Hamm-Herringen, dove ha contribuito ancora alla conquista della medaglia di bronzo. È stato un importante segnale di fiducia nel futuro del movimento hockeystico giovinazzese, ripetutosi nel luglio 2009 e nel settembre 2010, quando oltre a Domenico Illuzzi anche Antonio D'Agostino è stato convocato in nazionale per partecipare ai Campionati Mondiali di Vigo 2009 e ai Campionati Europei di Wuppertal 2010.

Dopo 24 anni, nel marzo 2009, l'A.F.P. conquista di nuovo il diritto a partecipare a una competizione europea, la Coppa CERS, essendosi classificata settima nel campionato di Serie A1. La stagione 2009-2010 vede la squadra giovinazzese classificarsi sesta nella regular season e perdere contro l'Amatori Lodi nei quarti di finale; in Coppa CERS, una sconfitta contro l'Igualada per 0-8 nella partita di ritorno ribalta l'iniziale vantaggio giovinazzese per 4-1 e impedisce l'accesso dell'A.F.P. alle semifinali.

Dal 2012 presidente diventa Pasquale Mario Bacco, medico legale, in rappresentanza della Meleam, società entrata a far parte del consiglio direttivo. L'esperienza della Meleam come sponsor principale della società termina appena un anno dopo. Presidente del sodalizio diventa, così, Pino Colasante, mentre l'uomo chiave della società resta Vito Favuzzi.

### Gli anni duemiladieci
La stagione 2010-2011 vide l'AFP disputare un campionato di serie A1 meno brillante degli ultimi tornei cogliendo un decimo posto finale; sia in coppa Italia e sia in coppa CERS fatali furono i quarti di finale per la squadra pugliese. Decisamente oltre le aspettative fu il torneo seguente che vide Giovinazzo centrare il terzo posto finale in massima serie per poi venire eliminato dal Forte dei Marmi nei quarti di finale dei play-off scudetto. Nelle stagioni seguenti seguiranno dei piazzamenti nella parte bassa della classifica con l'ultima partecipazione ai play off nel 2013-2014 con ancora il Forte dei Marmi che eliminò l'AFP ai quarti di finale. Nella stagione 2017-2018 giunto al quattordicesimo e ultimo posto in classifica la squadra non riuscì ad evitare la retrocessioni in serie A2 dopo undici anni. Il club successivamente rinuncerà a partecipare a tale categoria preferendo ripartire dalla serie B per valorizzare il vivaio e i propri atleti del settore giovanile. Al termine della Serie B 2019-2020, sospesa per via della nota pandemia di COVID-19 il club venne ripescato in cadetteria.

### Gli anni duemilaventi
Negli anni 2020 dopo due stagioni passate in centro classifica in serie A2 nel 2022-2023 vince il girone B della serie cadetta e torna in serie A1.

## Cronistoria
| Cronistoria dell'AFP Giovinazzo |
| --- |
| - 1965 · Fondazione del Gruppo Sportivo Acciaierie e Ferriere Pugliesi Giovinazzo. - 1966 · ? in Serie C. Promosso in serie B. - 1967 · ? in Serie B. - 1968 · ? in Serie B. - 1969 · ? in Serie B. - 1970 · ? in Serie B. - 1971 · ? in Serie B. - 1972 · ? in Serie B. - 1973 · ? in Serie B. Promosso in serie A. - 1974 · 8º in Serie A. Finale della Coppa Italia. - 1975 · 4º in Serie A. Semifinale della Coppa Italia. - 1976 · 6º in Serie A. Semifinale della Coppa Italia. - 1977 · 2º in Serie A. Finale della Coppa Italia. - 1978 · 8º in Serie A. Finale della Coppa Italia. - 1979 · 2º in Serie A. - 1979-1980 · Campione d’Italia (1º titolo). Semifinale della Coppa Italia. Vince la Coppa delle Coppe (1º titolo). - 1980-1981 · 4º in Serie A. Semifinale della Coppa Italia. Finale della Coppa dei Campioni. Finale della Supercoppa d'Europa. - 1981-1982 · 3º in Serie A. Finale della Coppa Italia - 1982-1983 · 13º in Serie A. Retrocesso in serie A2. Finale della Coppa Italia. Finale della Coppa CERS. - 1983-1984 · 1º in Serie A2. Promosso in serie A1. Finale della Coppa Italia - 1984-1985 · 12º in Serie A1. Retrocesso in serie A2. Semifinale della Coppa Italia. ? della Coppa di Lega. - 1985-1986 · 2º in Serie A2. Promosso in serie A1. ? della Coppa Italia. - 1986 · Cambia la denominazione in Gruppo Sportivo Hockey Giovinazzo. - 1986-1987 · 10º in Serie A1. ? della Coppa Italia. - 1987-1988 · 14º in Serie A1. Retrocesso in Serie A2. Ottavi di finale della Coppa Italia. - 1988-1989 · ? in Serie A2. ? della Coppa Italia. - 1989-1990 · ? in Serie A2. ? della Coppa Italia. - 1990-1991 · ? in Serie A2. Promosso in serie A1. - 1991-1992 · 15º in serie A1. Retrocesso in Serie A2. - 1992-1993 · ? in Serie A2. ? della Coppa Italia. - 1993-1994 · ? in Serie A2. Promosso in serie A1. ? della Coppa Italia. - 1994-1995 · 12º in serie A1. Retrocesso in Serie A2. ? della Coppa Italia. - 1995-1996 · ? in Serie A2. ? della Coppa Italia. - 1996-1997 · ? in Serie A2. ? della Coppa Italia. 1997 · Al termine della stagione sportiva cessa l'attività e la società viene sciolta. - 2004 · Rifondazione dell'AFP Giovinazzo Polisportiva A.S.D.. - 2004-2005 · ? in Serie B. Promosso in serie A2. - 2005-2006 · ? in Serie A2. - 2006-2007 · ? in Serie A2. Promosso in serie A1. - 2007-2008 · 9º in Serie A1. Prima fase a gironi della Coppa Italia. - 2008-2009 · 7º in Serie A1. Quarti di finale dei play-off scudetto. Prima fase a gironi della Coppa Italia. - 2009-2010 · 6º in Serie A1. Quarti di finale dei play-off scudetto. Fase a gironi della Coppa Italia. Prima fase della Coppa di Lega. Quarti di finale della Coppa CERS. - 2010-2011 · 10º in Serie A1. Quarti di finale della Coppa Italia. Quarti di finale della Coppa CERS. - 2011-2012 · 3º in Serie A1. Quarti di finale dei play-off scudetto. Quarti di finale della Coppa Italia. - 2012-2013 · 12º in Serie A1. Seconda fase a gironi della Coppa Italia. Quarti di finale della Coppa CERS. - 2013-2014 · 8º in Serie A1 Quarti di finale dei play-off scudetto. - 2014-2015 · 12º in Serie A1. - 2015-2016 · 11º in Serie A1. - 2016-2017 · 12º in Serie A1. - 2017-2018 · 14º in Serie A1. Retrocesso in Serie A2. Quarti di finale della Federation Cup. - 2018-2019 · 5º nel girone B della Serie B. Fase a gironi della Federation Cup. - 2019-2020 · Girone F della Serie B . - 2020-2021 · 8º nel girone B della Serie A2. - 2021-2022 · 5º nel girone B della Serie A2. Ottavi di finale dei play-off promozione. - 2022-2023 · 1º nel girone B della Serie A2. Promosso in serie A1. - 2023-2024 · 13º in Serie A1. 2º ai play-out. - 2024-2025 · Partecipa alla Serie A1. |

## Strutture
L'impianto interno dell'AFP Giovinazzo è il PalaPansini. Esso è il palazzo dello sport di casa della squadra dal 1994. Può ospitare 2 550 spettatori.

## Organigramma societario
Dati aggiornati alla stagione 2023-2024, tratti dal sito internet ufficiale della Federazione Italiana Sport Rotellistici .
- Presidente: Diomede Camporeale
- Vicepresidente: Sabino Dangelico
- Segretario:
- Direttore sportivo:
- Addetto stampa:

## Palmarès

### Competizioni nazionali
1 trofeo
- Campionato italiano: 1

1979-1980

### Competizioni internazionali
1 trofeo
- Coppa delle Coppe: 1

1979-1980

## Statistiche

### Partecipazioni ai campionati
| Livello | Categoria | Partecipazioni | Debutto   | Ultima stagione | Totale |
| ------- | --------- | -------------- | --------- | --------------- | ------ |
| 1º      | Serie A   | 10             | 1974      | 1982-1983       | 29     |
| 1º      | Serie A1  | 19             | 1984-1985 | 2025-2026       | 29     |
| 2º      | Serie B   | 7              | 1967      | 1973            | 21     |
| 2º      | Serie A2  | 14             | 1983-1984 | 2022-2023       | 21     |
| 3º      | Serie C   | 1              | 1966      | 1966            | 4      |
| 3º      | Serie B   | 3              | 2004-2005 | 2019-2020       | 4      |

### Partecipazioni alle coppe nazionali
| Competizione                 | Partecipazioni | Debutto   | Ultima stagione |
| ---------------------------- | -------------- | --------- | --------------- |
| Coppa Italia                 | 27             | 1974      | 2012-2013       |
| Coppa di Lega/Federation Cup | 3              | 1984-1985 | 2018-2019       |

### Partecipazioni alla coppe internazionali
| Competizione                                 | Partecipazioni | Debutto   | Ultima stagione |
| -------------------------------------------- | -------------- | --------- | --------------- |
| Coppa CERS/WSE                               | 4              | 1982-1983 | 2012-2013       |
| Coppa delle Coppe                            | 1              | 1979-1980 | 1979-1980       |
| Coppa dei Campioni/Champions League/Eurolega | 1              | 1980-1981 | 1980-1981       |
| Supercoppa d'Europa/Coppa Continentale       | 1              | 1980-1981 | 1980-1981       |

#### Bilancio degli incontri nelle coppe internazionali
| Competizione                                 | Partite | Partite  | Partite | Partite   | Reti  | Reti   |
| Competizione                                 | Giocate | Vittorie | Pareggi | Sconfitte | Fatte | Subite |
| -------------------------------------------- | ------- | -------- | ------- | --------- | ----- | ------ |
| Coppa CERS/WSE                               | 24      | 13       | 2       | 9         | 117   | 96     |
| Coppa dei Campioni/Champions League/Eurolega | 6       | 2        | 0       | 4         | 29    | 22     |
| Coppa delle Coppe                            | 6       | 4        | 0       | 2         | 49    | 28     |
| Supercoppa d'Europa/Coppa Continentale       | 1       | 0        | 0       | 1         | 4     | 9      |
| Totale                                       | 37      | 19       | 2       | 16        | 199   | 155    |

## Organico
Dati aggiornati alla stagione 2023-2024, tratti dal sito internet ufficiale della Federazione Italiana Sport Rotellistici .

### Giocatori
| N° | Naz.                 | Ruolo | Sportivo           |  |  |  |
| -- | -------------------- | ----- | ------------------ |  |  |  |
| 1  | Italia (bandiera)    | P     | Tommaso Belgiovine |  |  |  |
| 4  | Italia (bandiera)    | A     | Michele Dilillo    |  |  |  |
| 6  | Italia (bandiera)    | A     | Nicola Cannato     |  |  |  |
| 7  | Italia (bandiera)    | D     | Cosimo Mattugini   |  |  |  |
| 9  | Italia (bandiera)    | A     | Luigi Turturro     |  |  |  |
| 10 | Italia (bandiera)    | D     | Luca Mezzina       |  |  |  |
| 12 | Argentina (bandiera) | A     | Renato Clavel      |  |  |  |
| 17 | Spagna (bandiera)    | A     | Xavier Rubio       |  |  |  |
| 56 | Francia (bandiera)   | A     | Antoine Le Berre   |  |  |  |
| 66 | Italia (bandiera)    | A     | Paolo Colamaria    |  |  |  |
| 70 | Argentina (bandiera) | A     | Federico Correa    |  |  |  |
| 71 | Italia (bandiera)    | P     | Ottavio Dangelico  |  |  |  |
| 74 | Italia (bandiera)    | P     | Luca Calabrese     |  |  |  |
| 87 | Spagna (bandiera)    | D     | Jaume Bartes       |  |  |  |

### Staff tecnico
- Allenatore:  Pino Marzella